# Zar Nay Ya Thu
Zar Nay Ya Thu (* 26. August 2000) ist ein myanmarischer Fußballspieler.

## Karriere
Zar Nay Ya Thu steht seit 2020 bei Shan United unter Vertrag. Der Verein aus Taunggyi spielt in der höchsten myanmarischen Liga, der Myanmar National League. 2020 gewann er mit dem Verein die myanmarische Fußballmeisterschaft sowie den MFF Charity Cup. Das Spiel gegen Yangon United gewann man mit 2:1. Sein Erstligadebüt gab er am 10. Januar 2020 im Auswärtsspiel gegen den ISPE FC.

## Erfolge
Shan United
- Myanmar National League: 2020
- MFF Charity Cup: 2020